# Магальська сільська рада
Магальська сільська́ ра́да — адміністративно-територіальна одиниця та орган місцевого самоврядування в Новоселицькому районі Чернівецької області. Адміністративний центр — село Магала.

## Загальні відомості
- Населення ради: 6 769 осіб (станом на 2001 рік)

## Населені пункти
Сільській раді підпорядковані населені пункти:
- с. Магала
- с. Буда
- с. Остриця
- с. Прут

## Склад ради
Рада складалася з 32 депутатів та голови.
- Голова ради: Нандриш Олена Троянівна
- Секретар ради: Марценюк Віоріка Вікторівна

### Керівний склад попередніх скликань
| Прізвище, ім'я, по батькові | Основні відомості                                                                                   | Дата обрання | Дата звільнення |
| --------------------------- | --------------------------------------------------------------------------------------------------- | ------------ | --------------- |
| Нандриш Олена Троянівна     | Сільський голова, 1960 року народження, освіта незакінчена вища, член Соціалістичної партії України | 26.03.2006   | 31.10.2010      |
| Нандриш Олена Троянівна     | Сільський голова, 1960 року народження, освіта незакінчена вища                                     | 31.10.2010   |                 |

Примітка: таблиця складена за даними сайту Верховної Ради України

### Депутати
За результатами місцевих виборів 2010 року депутатами ради стали:

#### За суб'єктами висування
| Суб'єкт висування                       | Кількість обраних депутатів | %    |
| --------------------------------------- | --------------------------- | ---- |
| Самовисування                           | 26                          | 81,3 |
| Народна партія                          | 2                           | 6,3  |
| Політична партія «Громадянська позиція» | 2                           | 6,3  |
| Політична партія «Фронт Змін»           | 2                           | 6,3  |

#### За округами
| № округу                                | Прізвище, ім'я, по батькові   | Дата визнання обраним | Освіта             | Партійна приналежність             | Відомості про обраного депутата              |
| --------------------------------------- | ----------------------------- | --------------------- | ------------------ | ---------------------------------- | -------------------------------------------- |
| Народна Партія                          |                               |                       |                    |                                    |                                              |
| 17                                      | Танасеску Михайло Георгійович | 02.11.2010            | вища               | позапартійний                      | приватний підприємець                        |
| 23                                      | Лягу Георгіє Дмитрович        | 02.11.2010            | вища               | позапартійний                      | Новоселицька РДА, головний спеціаліст        |
| Політична партія «Громадянська позиція» |                               |                       |                    |                                    |                                              |
| 2                                       | Гостюк Дмитро Васильович      | 02.11.2010            | середня            | позапартійний                      | тимчасово не працює                          |
| 21                                      | Пуріч Степан Костянтинович    | 02.11.2010            | вища               | позапартійний                      | приватний підприємець                        |
| Політична партія «Фронт Змін»           |                               |                       |                    |                                    |                                              |
| 4                                       | Мартенюк Георгій Тодорович    | 02.11.2010            | вища               | позапартійний                      | Новоселицький РВ УМВС, працівник             |
| 18                                      | Саїнчук Флорін Миколайович    | 02.11.2010            | середня            | позапартійний                      | студент                                      |
| Самовисування                           |                               |                       |                    |                                    |                                              |
| 1                                       | Мілак Петро Петрович          | 02.11.2010            | середня            | позапартійний                      | приватний підприємець                        |
| 3                                       | Ткач Георгій Саїнович         | 02.11.2010            | середня            | позапартійний                      | тимчасово не працює                          |
| 5                                       | Войнеску Дмитро Ілліч         | 02.11.2010            | вища               | позапартійний                      | Магальська сільська рада, землевпорядник     |
| 6                                       | Марценюк Віоріка Вікторівна   | 02.11.2010            | середня            | позапартійна                       | Магальська сільська рада, секретар           |
| 7                                       | Зайдел Михайло Іванович       | 02.11.2010            | вища               | позапартійний                      | Магальський дитячий будинок, директор        |
| 8                                       | Захарічук Дмитро Іванович     | 02.11.2010            | середня спеціальна | позапартійний                      | МКП «МіськШЕП», вартовий                     |
| 9                                       | Негуцой Валерій Іванович      | 02.11.2010            | середня спеціальна | позапартійний                      | приватний підприємець                        |
| 10                                      | Антонеску Георгій Федорович   | 02.11.2010            | середня спеціальна | позапартійний                      | приватний підприємець                        |
| 11                                      | Бойчук Георгій Васильович     | 02.11.2010            | середня спеціальна | позапартійний                      | приватний підприємець                        |
| 12                                      | Ісак Іван Іванович            | 02.11.2010            | середня            | член Соціалістичної партії України | тимчасово не працює                          |
| 13                                      | Рошка Георгій Миколайович     | 02.11.2010            | середня            | член Соціалістичної партії України | тимчасово не працює                          |
| 14                                      | Гостюк Михайло Георгійович    | 02.11.2010            | вища               | позапартійний                      | Магальська загальноосвітня школа, вчитель    |
| 15                                      | Гостюк Василь Степанович      | 02.11.2010            | середня            | член Соціалістичної партії України | тимчасово не працює                          |
| 16                                      | Гостюк Георгій Костянтинович  | 02.11.2010            | середня            | позапартійний                      | тимчасово не працює                          |
| 19                                      | Гостюк Марин Васильович       | 02.11.2010            | вища               | позапартійний                      | приватний підприємець                        |
| 20                                      | Гарабажів Дмитро Васильович   | 02.11.2010            | середня спеціальна | позапартійний                      | Магальська сільська рада, землевпорядник     |
| 22                                      | Гостюк Іван Іванович          | 02.11.2010            | вища               | позапартійний                      | студент                                      |
| 24                                      | Прокопчук Дмитро Васильович   | 02.11.2010            | середня            | позапартійний                      | тимчасово не працює                          |
| 25                                      | Лягу Іван Троянович           | 02.11.2010            | середня            | позапартійний                      | приватний підприємець                        |
| 26                                      | Гостюк Віоріка Михайлівна     | 02.11.2010            | середня спеціальна | позапартійна                       | Магальська сільська рада, головний бухгалтер |
| 27                                      | Аксаній Микола Іванович       | 02.11.2010            | вища               | позапартійний                      | Острицька загальноосвітня школа, директор    |
| 28                                      | Аксаній Анатолій Вікторович   | 02.11.2010            | середня спеціальна | член Соціалістичної партії України | приватний підприємець                        |
| 29                                      | Федоряк Георгій Миколайович   | 02.11.2010            | середня спеціальна | позапартійний                      | приватний підприємець                        |
| 30                                      | Нандриш Маріан Дмитрович      | 02.11.2010            | вища               | член Соціалістичної партії України | Будинок культури, директор                   |
| 31                                      | Буженіца Іван Костянтинович   | 02.11.2010            | середня            | позапартійний                      | пенсіонер                                    |
| 32                                      | Якобець Георгій Саїнович      | 02.11.2010            | вища               | позапартійний                      | Острицька загальноосвітня школа, вчитель     |